# 余文生
余文生（1967年11月11日—）北京商務律師，曾代理多起法輪功學員辯護案件、代理「709大抓捕」多位被捕維權律師等案。2018年1月被當局註銷律師證，並因倡議修憲改革而被當局抓捕，4月19日被當局控以「煽動顛覆國家政權罪」，家屬憂心可能遭當局酷刑。美、德、荷等多國呼籲當局釋放，國際特赦組織1月緊急呼籲營救良心犯。德國總理梅克爾2018年5月24日訪問中國，曾會見余妻。2021年2月獲馬丁·恩納爾斯人權捍衛者獎。2024年10月29日，再因煽动颠覆国家政权罪和寻衅滋事罪被判处三年有期徒刑。

## 早年生涯
余文生出生在北京语言学院（後改為北京語言大學），從小成長在北京機關大院，經常見到當局高官。生活條件優越，家庭收入相當於高幹子弟家庭。1970年代，外國人遊歷中國必須由當局接待，余文生的父親原是空軍技術軍官，後來在當局的中國旅行社負責接待外賓的「政治任務」，接待過澳門前特首何厚鏵的父親、富商何賢等等，下班不時把大陸境外的報紙帶回家。當時讀小學的余文生，以手電筒微光閱讀一般中國人讀不到的香港報章、當局的「內參」資料，看到外面世界，潛移默化。「所以我和北京很多人的思想很不一樣...，我呢早已知道什麼叫民主......」小時候就向父親預測蘇共會解體。

### 商務律師被迫對抗
1999年通過律師考試，2002年起執業一直從事商業訴訟。余說，是被迫走上對抗之路，余自稱「不願意和制度硬踫，不願意正面衝突」，只有在當局實在違法，他才會對抗。余文生說，「不能說我是一個百分百的改良主義者，但我是改良思想非常嚴重的一個人，一直希望當局能做些改變，可現在我的改良思想幾乎殆盡了，我不相信共產黨能改變。」余文生認為，「這個年代能讓你做很多事情，能為民主的事業付出......總要有人去犧牲，為後人鋪就道路，既然我已走到這一步，也就沒什麼退路了，我也不願再退回去，那就一直往前走，直到中國社會實現真正的民主自由......革命軍中馬前卒，那就革命軍中馬前卒吧......」
在被捕之前，余文生大多时间是商业律师，但2014年在當局监狱官员拒绝让他會见一名被控支持香港雨傘运动的當事人后，他大胆進行一次公开抗议活动，2014年10月他被當局抓捕，羈押99天期間，被關進死刑犯監牢61天，被提訊近200次，不能見律師，遭當局謾罵酷刑，承受17小时审讯和身体虐待，導致他小肠疝气。。他在過程中，被迫簽下「不要律師辯護」等等聲明，但拒絕屈服警方強逼「交代(栽贓出賣)別人的事情」。他還見證了死牢重刑犯行賄減刑的事。出獄後，余文生向最高人民檢察院、最高人民法院等部門，控告北京大興公安分局等部門違法。

## 延續高智晟「公民化律師」維權
余文生加入「中國人權律師團」，代理了多起法輪功學員無罪辯護案件、王全璋律師等案，他曾表示「法輪功群體遭受到的迫害，是當下中國最需要關注的人權問題。」他表示，當局鎮壓法輪功，如同十年文革，沒有任何一條法律說明法輪功違法，但法輪功體現了中國美德，「從未以暴易暴、以怨報怨」。余說，「我們還是沿著高智晟的方法，他走的是公民路線，與草根群眾結合在一起......你看這次709打擊的，不就是與草根走在一起的律師嗎？都是公民化的律師。」
2014年，余文生代理了河北三河市法輪功辯護案、王成訴全國律師協會和《法制日報》案(律師權)等著名案件，此外諸如：北京通州趙勇案(拆遷)、浙江朱瑛娣案(維權人士)、北京李華民案(維權人士)、吉林遼源市王春梅案(拆遷)、湖北襄陽的何斌、徐彩虹案(訪民維權)、北京陳兆志案(智慧財產權)、江蘇啟東夏薇案(受害者申訴)等。
他致力帮助在2015年7月当局打压维权律师的大规模行动中入狱的律师，例如王全璋等人。709後，余有機會離開中國，但余最後選擇留下，希望促進中國能走向法治。

## 反擊709抓捕，控告公安部長
2015年709大抓捕事件後，余文生7月30日控告中共公安部及部長，違法拘捕公民。余說「我應該是就709向當局進行反擊的第一個律師，我不能同意這種小文革式的抓捕......所以他們可能隨時再次抓捕我，而且沒有任何理由。」8月6日晚，公安撬鎖破門強入他家，當著他妻兒面前，將他背銬帶走24小時，10小時背銬，14小時正銬「變相的酷刑」。

## 余文生被控煽動顛覆政權
2018年1月19日，余文生在中共十九大二中全會時發表修憲公民建議書，提出刪除憲法序言等政治改革建議。隔天就被當局以涉嫌妨害公務罪刑事拘留，家屬委任律師要會見余，都遭當局拒絕。中國民間、香港團體、台灣團體都發起活動。國際特赦組織也呼籲中共立即放人，稱余文生是一個有良知的律師，因行使言論自由權利遭當局拘留。
妻子許豔持續奔走爭取會見，獲國際關注，包括美、德、荷蘭、瑞典等國駐北京使館均曾派員探視許豔，並呼籲中共執政當局釋放余文生。妻子許豔4月1日在家門口被當局依涉嫌煽動顛覆國家政權罪帶走，數小時後獲釋。她透露，警方希望她不要發聲。許豔4月14日應約到江蘇徐州市公安分局，準備和被羈押的余文生視訊會面，但警方卻突然改口拒絕。維權律師黃沙表示，公安叫來家屬的目的之一，是讓家屬勸當事人認罪；可是公安評估許豔在外態度行為，認為她不會太配合勸余文生認罪，因此就拒絕許豔會見。
余文生被關押3個月後，4月19日被以煽動顛覆國家政權罪、妨害公務罪批捕。妻子許豔2月帶兒子準備前往香港，被當局以出境可能危害國家安全為由拒絕通關。美国国务院发言人希瑟·诺尔特在推特上声援李文足，要求釋放709案相關人，包括王全璋、余文生、江天勇等人。
2020年6月17日，據德國之聲報導，余文生被徐州法院以煽动颠覆国家政权罪為由判刑四年，褫夺公权三年。余文生当庭提出上诉，其代表律师于8月14日成功与余文生见面并查阅法庭文件。12月13日，江苏省高级人民法院驳回上诉，维持原判。
2021年5月9日，其妻子許艷帶同兒子到南京監獄探望，是余文生被捕後一家人首次見面。許艷表示丈夫有4隻牙齒被拔走或脫落，但至今仍未獲醫治，右手殘疾的藥物已服完，仍未獲補充。

## 再度被捕
2023年4月15日，余文生和许艳在前往会晤访问中国的欧洲高官途中被警方以涉嫌寻衅滋事罪刑事拘留。2024年1月5日，余文生从北京跨省转到江苏苏州市羁押。
2024年8月28日，余文生涉嫌“煽动颠覆国家政权”案在苏州市中级人民法院开庭审理。检方提出的证据内容主要是余文生在X社媒平台推文的一些言论。余文生花了2个多小时自由发言，并坚持无罪。尝试前往法院旁听的王宇在苏州火车站被身份不明人士带走，另有多名维权律师和异议人士被强制旅游或抵达苏州后被控制。
同时，有约十名外交官前往苏州旁听，但未获淮进入法庭。欧盟外交与安全政策发言人马斯拉里（Nabila Massrali）在X上表示：“令人深感遗憾的是，驻华外交使团代表被拒绝进入法庭。此举破坏了对于中国正当法律程序的信任。”
2024年10月29日，余文生被判处三年有期徒刑。

## 外部連結
- 余文生的X（前Twitter）（已停用）
- 余文生的X（前Twitter）账户
- 许艳的X（前Twitter）账户